# 2018-as WEC Fuji 6 órás verseny
| Pályarajz | Pályarajz                 | Pályarajz                                        |
| --------- | ------------------------- | ------------------------------------------------ |
|           |                           |                                                  |
| Győztesek |                           |                                                  |
| Kategória | Csapat                    | Versenyzők                                       |
| LMP1      | #7 Toyota Gazoo Racing    | Mike Conway José María López Kobajasi Kamui      |
| LMP2      | #37 Jackie Chan DC Racing | Jazeman Jaafar Nabil Jeffri Weiron Tan           |
| LMGTE Pro | #92 Porsche GT Team       | Michael Christensen Kévin Estre                  |
| LMGTE Am  | #56 Team Project 1        | Jörg Bergmeister Patrick Lindsey Egidio Perfetti |

A 2018-as WEC Fuji 6 órás verseny a Hosszútávú-világbajnokság 2018–19-es szezonjának negyedik futama volt, amelyet október 12. és október 14. között tartottak meg a Fuji Speedway versenypályán. A fordulót Mike Conway, José María López és Kobajasi Kamui triója nyerte meg, akik a hibridhajtású Toyota Gazoo Racing csapatának versenyautóját vezették.

## Időmérő
A kategóriák leggyorsabb versenyzői vastaggal vannak kiemelve.
| Poz.   | Kategória | Csapat                        | Átlagidő | Különbség | Rajthely |
| ------ | --------- | ----------------------------- | -------- | --------- | -------- |
| 1.     | LMP1      | #8 Toyota Gazoo Racing        | 1:23,648 | -         | 1        |
| 2.     | LMP1      | #1 Rebellion Racing           | 1:24,359 | +0,711    | 2        |
| 3.     | LMP1      | #3 Rebellion Racing           | 1:24,533 | +0,885    | 3        |
| 4.     | LMP1      | #17 SMP Racing                | 1:24,744 | +1,096    | 4        |
| 5.     | LMP1      | #11 SMP Racing                | 1:25,146 | +1,498    | 5        |
| 6.     | LMP1      | #4 ByKolles Racing Team       | 1:26,579 | +2,931    | 6        |
| 7.     | LMP1      | #10 DragonSpeed               | 1:28,207 | +4,559    | 7        |
| 8.     | LMP2      | #31 DragonSpeed               | 1:28,906 | +5,258    | 9        |
| 9.     | LMP2      | #37 Jackie Chan DC Racing     | 1:29,203 | +5,555    | 10       |
| 10.    | LMP2      | #38 Jackie Chan DC Racing     | 1:29,294 | +5,646    | 11       |
| 11.    | LMP2      | #36 Signatech Alpine Matmut   | 1:29,432 | +5,784    | 12       |
| 12.    | LMP2      | #28 TDS Racing                | 1:30,795 | +7,147    | 13       |
| 13.    | LMP2      | #29 Racing Team Nederland     | 1:31,440 | +7,792    | 14       |
| 14.    | LMP2      | #50 Larbre Compétition        | 1:32,677 | +9,029    | 15       |
| 15.    | LMGTE Pro | #95 Aston Martin Racing       | 1:36,093 | +12,445   | 16       |
| 16.    | LMGTE Pro | #82 BMW Team MTEK             | 1:36,275 | +12,627   | 17       |
| 17.    | LMGTE Pro | #97 Aston Martin Racing       | 1:36,362 | +12,714   | 18       |
| 18.    | LMGTE Pro | #67 Ford Chip Ganassi Team UK | 1:36,453 | +12,805   | 19       |
| 19.    | LMGTE Pro | #71 AF Corse                  | 1:36,542 | +12,894   | 20       |
| 20.    | LMGTE Pro | #51 AF Corse                  | 1:36,544 | +12,896   | 21       |
| 21.    | LMGTE Pro | #81 BMW Team MTEK             | 1:36,737 | +13,089   | 22       |
| 22.    | LMGTE Pro | #91 Porsche GT Team           | 1:36,776 | +13,128   | 23       |
| 23.    | LMGTE Pro | #66 Ford Chip Ganassi Team UK | 1:36,967 | +13,319   | 24       |
| 24.    | LMGTE Pro | #92 Porsche GT Team           | 1:37,109 | +13,461   | 25       |
| 25.    | LMGTE Am  | #88 Dempsey – Proton Racing   | 1:38,336 | +14,688   | 26       |
| 26.    | LMGTE Am  | #98 Aston Martin Racing       | 1:38,400 | +14,752   | 27       |
| 27.    | LMGTE Am  | #77 Dempsey – Proton Racing   | 1:38,524 | +14,876   | 28       |
| 28.    | LMGTE Am  | #56 Team Project 1            | 1:38,578 | +14,930   | 29       |
| 29.    | LMGTE Am  | #90 TF Sport                  | 1:38,598 | +14,950   | 30       |
| 30.    | LMGTE Am  | #61 Clearwater Racing         | 1:39,330 | +15,682   | 31       |
| 31.    | LMGTE Am  | #86 Gulf Racing UK            | 1:39,355 | +15,707   | 32       |
| 32.    | LMGTE Am  | #54 Spirit of Race            | 1:39,371 | +15,723   | 33       |
| 33.    | LMGTE Am  | #70 MR Racing                 | 1:39,885 | +16,237   | 34       |
| 34.[a] | LMP1      | #7 Toyota Gazoo Racing        | 1:23,678 | +0,030    | 8        |

Megjegyzés:
- ↑ a:  José María López átlépte a megengedett sebességhatárt a boxutcában, ezért törölték az összes mért körét, ami azt eredményezte, hogy a #7-es egységből csak egy versenyző idejét ismerték el hivatalosan. Ennek következtében a triónak az utolsó pozícióból kellett megkezdenie a versenyt.

## Verseny
A résztvevőknek legalább a versenytáv 70%-át (161 kört) teljesíteniük kellett ahhoz, hogy az elért eredményüket értékeljék. A kategóriák leggyorsabb versenyzői vastaggal vannak kiemelve.
| Helyezés | Kategória | #  | Csapat                    | Versenyzők                                              | Kasztni                       | Gumi | Kör | Idő/Hátrány/Kiesés |
| Helyezés | Kategória | #  | Csapat                    | Versenyzők                                              | Motor                         | Gumi | Kör | Idő/Hátrány/Kiesés |
| -------- | --------- | -- | ------------------------- | ------------------------------------------------------- | ----------------------------- | ---- | --- | ------------------ |
| 1.       | LMP1      | 7  | Toyota Gazoo Racing       | Mike Conway Kobajasi Kamui José María López             | Toyota TS050 Hybrid           | M    | 230 | 6:00:21,800        |
| 1.       | LMP1      | 7  | Toyota Gazoo Racing       | Mike Conway Kobajasi Kamui José María López             | Toyota 2.4L Turbo V6          | M    | 230 | 6:00:21,800        |
| 2.       | LMP1      | 8  | Toyota Gazoo Racing       | Fernando Alonso Sébastien Buemi Nakadzsima Kazuki       | Toyota TS050 Hybrid           | M    | 230 | +11,440            |
| 2.       | LMP1      | 8  | Toyota Gazoo Racing       | Fernando Alonso Sébastien Buemi Nakadzsima Kazuki       | Toyota 2.4L Turbo V6          | M    | 230 | +11,440            |
| 3.       | LMP1      | 1  | Rebellion Racing          | Neel Jani André Lotterer Bruno Senna                    | Rebellion R13                 | M    | 226 | +4 kör             |
| 3.       | LMP1      | 1  | Rebellion Racing          | Neel Jani André Lotterer Bruno Senna                    | Gibson GL458 4.5 L V8         | M    | 226 | +4 kör             |
| 4.       | LMP1      | 11 | SMP Racing                | Mihail Aljosin Jenson Button Vitalij Petrov             | BR Engineering BR1            | M    | 219 | +7 kör             |
| 4.       | LMP1      | 11 | SMP Racing                | Mihail Aljosin Jenson Button Vitalij Petrov             | AER P60B 2.4 L Turbo V6       | M    | 219 | +7 kör             |
| 5.       | LMP1      | 4  | ByKolles Racing Team      | Tom Dillmann James Rossiter Oliver Webb                 | ENSO CLM P1/01                | M    | 219 | +11 kör            |
| 5.       | LMP1      | 4  | ByKolles Racing Team      | Tom Dillmann James Rossiter Oliver Webb                 | Nismo VRX30A 3.0 L Turbo V6   | M    | 219 | +11 kör            |
| 6.       | LMP2      | 37 | Jackie Chan DC Racing     | Jazeman Jaafar Nabil Jeffri Weiron Tan                  | Oreca 07                      | D    | 217 | +13 kör            |
| 6.       | LMP2      | 37 | Jackie Chan DC Racing     | Jazeman Jaafar Nabil Jeffri Weiron Tan                  | Gibson GK428 4.2L V8          | D    | 217 | +13 kör            |
| 7.       | LMP2      | 38 | Jackie Chan DC Racing     | Gabriel Aubry Stéphane Richelmi Ho-Pin Tung             | Oreca 07                      | D    | 217 | +13 kör            |
| 7.       | LMP2      | 38 | Jackie Chan DC Racing     | Gabriel Aubry Stéphane Richelmi Ho-Pin Tung             | Gibson GK428 4.2L V8          | D    | 217 | +13 kör            |
| 8.       | LMP2      | 36 | Signatech Alpine Matmut   | Nicolas Lapierre André Negrão Pierre Thiriet            | Alpine A470                   | D    | 217 | +13 kör            |
| 8.       | LMP2      | 36 | Signatech Alpine Matmut   | Nicolas Lapierre André Negrão Pierre Thiriet            | Gibson GK428 4.2L V8          | D    | 217 | +13 kör            |
| 9.       | LMP2      | 28 | TDS Racing                | Jean-Éric Vergne François Perrodo Matthieu Vaxivière    | Oreca 07                      | D    | 216 | +14 kör            |
| 9.       | LMP2      | 28 | TDS Racing                | Jean-Éric Vergne François Perrodo Matthieu Vaxivière    | Gibson GK428 4.2L V8          | D    | 216 | +14 kör            |
| 10.      | LMP2      | 50 | Larbre Compétition        | Erwin Creed Ihara Keiko Romano Ricci                    | Ligier JS P217                | M    | 211 | +19 kör            |
| 10.      | LMP2      | 50 | Larbre Compétition        | Erwin Creed Ihara Keiko Romano Ricci                    | Gibson GK428 4.2L V8          | M    | 211 | +19 kör            |
| 11.      | LMGTE Pro | 92 | Porsche GT Team           | Michael Christensen Kévin Estre                         | Porsche 911 RSR               | M    | 207 | +23 kör            |
| 11.      | LMGTE Pro | 92 | Porsche GT Team           | Michael Christensen Kévin Estre                         | Porsche 4.0L Flat 6           | M    | 207 | +23 kör            |
| 12.      | LMGTE Pro | 82 | BMW Team MTEK             | Tom Blomqvist António Félix da Costa                    | BMW M8 GTE                    | M    | 207 | +23 kör            |
| 12.      | LMGTE Pro | 82 | BMW Team MTEK             | Tom Blomqvist António Félix da Costa                    | BMW S63 4.0 L Turbo V8        | M    | 207 | +23 kör            |
| 13.      | LMGTE Pro | 67 | Ford Chip Ganassi Team UK | Andy Priaulx Harry Tincknell                            | Ford GT                       | M    | 207 | +23 kör            |
| 13.      | LMGTE Pro | 67 | Ford Chip Ganassi Team UK | Andy Priaulx Harry Tincknell                            | Ford EcoBoost 3.5L Turbo V6   | M    | 207 | +23 kör            |
| 14.      | LMGTE Pro | 51 | AF Corse                  | James Calado Alessandro Pier Guidi                      | Ferrari 488 GTE Evo           | M    | 207 | +23 kör            |
| 14.      | LMGTE Pro | 51 | AF Corse                  | James Calado Alessandro Pier Guidi                      | Ferrari F154CB 3.9L Turbo V8  | M    | 207 | +23 kör            |
| 15.      | LMGTE Pro | 91 | Porsche GT Team           | Gianmaria Bruni Richard Lietz                           | Porsche 911 RSR               | M    | 207 | +23 kör            |
| 15.      | LMGTE Pro | 91 | Porsche GT Team           | Gianmaria Bruni Richard Lietz                           | Porsche 4.0 L Flat 6          | M    | 207 | +23 kör            |
| 16.      | LMGTE Pro | 95 | Aston Martin Racing       | Marco Sørensen Nicki Thiim                              | Aston Martin Vantage AMR      | M    | 206 | +24 kör            |
| 16.      | LMGTE Pro | 95 | Aston Martin Racing       | Marco Sørensen Nicki Thiim                              | Aston Martin 4.0 L Turbo V8   | M    | 206 | +24 kör            |
| 17.      | LMGTE Pro | 81 | BMW Team MTEK             | Nick Catsburg Martin Tomczyk                            | BMW M8 GTE                    | M    | 206 | +24 kör            |
| 17.      | LMGTE Pro | 81 | BMW Team MTEK             | Nick Catsburg Martin Tomczyk                            | BMW S63 4.0L Turbo V8         | M    | 206 | +24 kör            |
| 18.      | LMGTE Pro | 66 | Ford Chip Ganassi Team UK | Stefan Mücke Olivier Pla                                | Ford GT                       | M    | 206 | +24 kör            |
| 18.      | LMGTE Pro | 66 | Ford Chip Ganassi Team UK | Stefan Mücke Olivier Pla                                | Ford EcoBoost 3.5L Turbo V6   | M    | 206 | +24 kör            |
| 19.      | LMGTE Pro | 97 | Aston Martin Racing       | Alex Lynn Maxime Martin                                 | Aston Martin Vantage AMR      | M    | 206 | +24 kör            |
| 19.      | LMGTE Pro | 97 | Aston Martin Racing       | Alex Lynn Maxime Martin                                 | Aston Martin 4.0L Turbo V8    | M    | 206 | +24 kör            |
| 20.      | LMP2      | 31 | DragonSpeed               | Anthony Davidson Roberto Gonzalez Pastor Maldonado      | Oreca 07                      | M    | 205 | +25 kör            |
| 20.      | LMP2      | 31 | DragonSpeed               | Anthony Davidson Roberto Gonzalez Pastor Maldonado      | Gibson GK428 4.2L V8          | M    | 205 | +25 kör            |
| 21.      | LMP2      | 29 | Racing Team Nederland     | Frits van Eerd Giedo van der Garde Nyck de Vries        | Dallara P217                  | M    | 204 | +26 kör            |
| 21.      | LMP2      | 29 | Racing Team Nederland     | Frits van Eerd Giedo van der Garde Nyck de Vries        | Gibson GK428 4.2L V8          | M    | 204 | +26 kör            |
| 22.      | LMGTE Pro | 71 | AF Corse                  | Sam Bird Davide Rigon                                   | Ferrari 488 GTE               | M    | 202 | +28 kör            |
| 22.      | LMGTE Pro | 71 | AF Corse                  | Sam Bird Davide Rigon                                   | Ferrari F154CB 3.9 L Turbo V8 | M    | 202 | +28 kör            |
| 23.      | LMGTE Am  | 56 | Team Project 1            | Jörg Bergmeister Patrick Lindsey Egidio Perfetti        | Porsche 911 RSR               | M    | 201 | +29 kör            |
| 23.      | LMGTE Am  | 56 | Team Project 1            | Jörg Bergmeister Patrick Lindsey Egidio Perfetti        | Porsche 4.0L Flat 6           | M    | 201 | +29 kör            |
| 24.      | LMGTE Am  | 90 | TF Sport                  | Jonathan Adam Charlie Eastwood Salih Yoluç              | Aston Martin Vantage GTE      | M    | 201 | +29 kör            |
| 24.      | LMGTE Am  | 90 | TF Sport                  | Jonathan Adam Charlie Eastwood Salih Yoluç              | Aston Martin 4.5L V8          | M    | 201 | +29 kör            |
| 25.      | LMGTE Am  | 98 | Aston Martin Racing       | Paul Dalla Lana Pedro Lamy Mathias Lauda                | Aston Martin Vantage GTE      | M    | 201 | +29 kör            |
| 25.      | LMGTE Am  | 98 | Aston Martin Racing       | Paul Dalla Lana Pedro Lamy Mathias Lauda                | Aston Martin 4.5L V8          | M    | 201 | +29 kör            |
| 26.      | LMGTE Am  | 86 | Gulf Racing UK            | Ben Barker Thomas Preining Michael Wainwright           | Porsche 911 RSR               | M    | 201 | +29 kör            |
| 26.      | LMGTE Am  | 86 | Gulf Racing UK            | Ben Barker Thomas Preining Michael Wainwright           | Porsche 4.0L Flat 6           | M    | 201 | +29 kör            |
| 27.      | LMGTE Am  | 54 | Spirit of Race            | Francesco Castellacci Giancarlo Fisichella Thomas Flohr | Ferrari 488 GTE               | M    | 200 | +30 kör            |
| 27.      | LMGTE Am  | 54 | Spirit of Race            | Francesco Castellacci Giancarlo Fisichella Thomas Flohr | Ferrari F154CB 3.9 L Turbo V8 | M    | 200 | +30 kör            |
| 28.      | LMGTE Am  | 61 | Clearwater Racing         | Matt Griffin Sava Kejta Weng Sun Mok                    | Ferrari 488 GTE               | M    | 200 | +30 kör            |
| 28.      | LMGTE Am  | 61 | Clearwater Racing         | Matt Griffin Sava Kejta Weng Sun Mok                    | Ferrari F154CB 3.9 L Turbo V8 | M    | 200 | +30 kör            |
| Ki       | LMP1      | 10 | DragonSpeed               | James Allen Ben Hanley                                  | BR Engineering BR1            | M    | 179 |                    |
| Ki       | LMP1      | 10 | DragonSpeed               | James Allen Ben Hanley                                  | Gibson GL458 4.5L V8          | M    | 179 |                    |
| Ki       | LMP1      | 17 | SMP Racing                | Matyevosz Iszaakjan Jegor Orudzsev Stéphane Sarrazin    | BR Engineering BR1            | M    | 132 |                    |
| Ki       | LMP1      | 17 | SMP Racing                | Matyevosz Iszaakjan Jegor Orudzsev Stéphane Sarrazin    | AER P60B 2.4L Turbo V6        | M    | 132 |                    |
| Ki       | LMP1      | 3  | Rebellion Racing          | Mathias Beche Gustavo Menezes Thomas Laurent            | Rebellion R13                 | M    | 23  |                    |
| Ki       | LMP1      | 3  | Rebellion Racing          | Mathias Beche Gustavo Menezes Thomas Laurent            | Gibson GL458 4.5 L V8         | M    | 23  |                    |
| Ki       | LMGTE Am  | 70 | MR Racing                 | Olivier Beretta Eddie Cheever III Isikava Motoaki       | Ferrari 488 GTE               | M    | 14  | defekt             |
| Ki       | LMGTE Am  | 70 | MR Racing                 | Olivier Beretta Eddie Cheever III Isikava Motoaki       | Ferrari F154CB 3.9 L Turbo V8 | M    | 14  | defekt             |
| Kiz[b]   | LMGTE Am  | 88 | Dempsey – Proton Racing   | Matteo Cairoli Hosino Szatosi Gianluca Roda             | Porsche 911 RSR               | M    | 201 | kizárva            |
| Kiz[b]   | LMGTE Am  | 88 | Dempsey – Proton Racing   | Matteo Cairoli Hosino Szatosi Gianluca Roda             | Porsche 4.0L Flat 6           | M    | 201 | kizárva            |
| Kiz[b]   | LMGTE Am  | 77 | Dempsey – Proton Racing   | Julien Andlauer Matt Campbell Christian Ried            | Porsche 911 RSR               | M    | 176 | kizárva            |
| Kiz[b]   | LMGTE Am  | 77 | Dempsey – Proton Racing   | Julien Andlauer Matt Campbell Christian Ried            | Porsche 4.0L Flat 6           | M    | 176 | kizárva            |

Megjegyzés:
- ↑ b:  A verseny után a Dempsey-Proton Racinget a minimális üzemanyagtöltési idő miatt szankcionálták. A további vizsgálatok során megállapították, hogy a csapat autóinak FIA adatgyűjtőit úgy módosították, hogy az legalább két versenyen az autók tankolási idejét módosítsák. Ennek következtében a csapatot kizárták a verseny után.[5]

## A világbajnokság állása a versenyt követően
LMP1 (Teljes táblázat)
| H  | Versenyzők                                        | Pont | H  | Konstruktőrök        | Pont |
| -- | ------------------------------------------------- | ---- | -- | -------------------- | ---- |
| 1. | Fernando Alonso Sébastien Buemi Nakadzsima Kazuki | 84   | 1. | Toyota Gazoo Racing  | 92   |
| 2. | Mike Conway Kobajasi Kamui José María López       | 71   | 2. | Rebellion Racing     | 78   |
| 3. | Mathias Beche Thomas Laurent Gustavo Menezes      | 63   | 3. | SMP Racing           | 37   |
| 4. | Neel Jani André Lotterer                          | 51   | 4. | ByKolles Racing Team | 22   |
| 5. | Jazeman Jaafar Weiron Tan Nabil Jeffri            | 34   | 5. | CEFC TRSM Racing     | 1    |

GT (Teljes táblázat)
| H  | Versenyzők                         | Pont | H  | Konstruktőrök | Pont |
| -- | ---------------------------------- | ---- | -- | ------------- | ---- |
| 1. | Michael Christensen Kévin Estre    | 96   | 1. | Porsche       | 148  |
| 2. | Stefan Mücke Olivier Pla           | 61   | 2. | Ford          | 96   |
| 3. | James Calado Alessandro Pier Guidi | 55,5 | 3. | Ferrari       | 84   |
| 4. | Richard Lietz Gianmaria Bruni      | 50   | 4. | Aston Martin  | 57   |
| 5. | Billy Johnson                      | 48   | 5. | BMW           | 51   |

LMP2 (Teljes táblázat)
| H  | Versenyzők                                   | Pont | H  | Konstruktőrök             | Pont |
| -- | -------------------------------------------- | ---- | -- | ------------------------- | ---- |
| 1. | Nicolas Lapierre André Negrão Pierre Thiriet | 87   | 1. | Signatech Alpine Matmut   | 87   |
| 2. | Jazeman Jaafar Weiron Tan Nabil Jeffri       | 86   | 2. | #38 Jackie Chan DC Racing | 86   |
| 3. | Ho-Pin Tung Gabriel Aubry Stéphane Richelmi  | 86   | 3. | #37 Jackie Chan DC Racing | 86   |
| 4. | Roberto González Pastor Maldonado            | 54   | 4. | DragonSpeed               | 55   |
| 5. | Erwin Creed Romano Ricci                     | 38   | 5. | Larbre Compétition        | 38   |

LMGTE Am (Teljes táblázat)
| H  | Versenyzők                                              | Pont | H  | Konstruktőrök       | Pont |
| -- | ------------------------------------------------------- | ---- | -- | ------------------- | ---- |
| 1. | Jörg Bergmeister Patrick Lindsey Egidio Perfetti        | 66   | 1. | Team Project 1      | 66   |
| 2. | Salih Yoluç Charlie Eastwood                            | 54   | 2. | TF Sport            | 54   |
| 3. | Paul Dalla Lana Pedro Lamy Mathias Lauda                | 53   | 3. | Aston Martin Racing | 53   |
| 4. | Weng Sun Mok Sava Kejta Matt Griffin                    | 51   | 4. | Clearwater Racing   | 51   |
| 5. | Francesco Castellacci Giancarlo Fisichella Thomas Flohr | 43   | 5. | Sprit of Race       | 43   |